# Dendrochernes morosus
Espèce
Synonymes
- Chelanops morosus Banks, 1895

Dendrochernes morosus est une espèce de pseudoscorpions de la famille des Chernetidae.

## Distribution
Cette espèce se rencontre aux États-Unis et au Canada.

## Description
L'holotype mesure 2 mm.

## Publication originale
- Banks, 1895 : Notes on the Pseudoscorpionida. Journal of the New York Entomological Society, vol. 3, p. 1-13 (texte intégral).